# Harmaclona berberea
Harmaclona berberea är en fjärilsart som beskrevs av Bradley 1956. Harmaclona berberea ingår i släktet Harmaclona och familjen äkta malar.
Artens utbredningsområde är Madagaskar. Inga underarter finns listade i Catalogue of Life.